# باب کری
باب کری (به انگلیسی: Bob Kerrey) سناتور سابق عضو حزب دموکرات ایالات متحده آمریکا بود. وی در سال ۱۹۸۹ تا ۲۰۰۱ میلادی سناتور ایالت نبراسکا در سنای ایالات متحده آمریکا بود.